# Nadschib Miqati

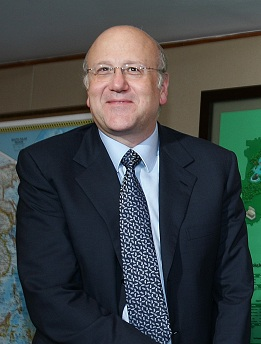
Nadschib Miqati, 2005

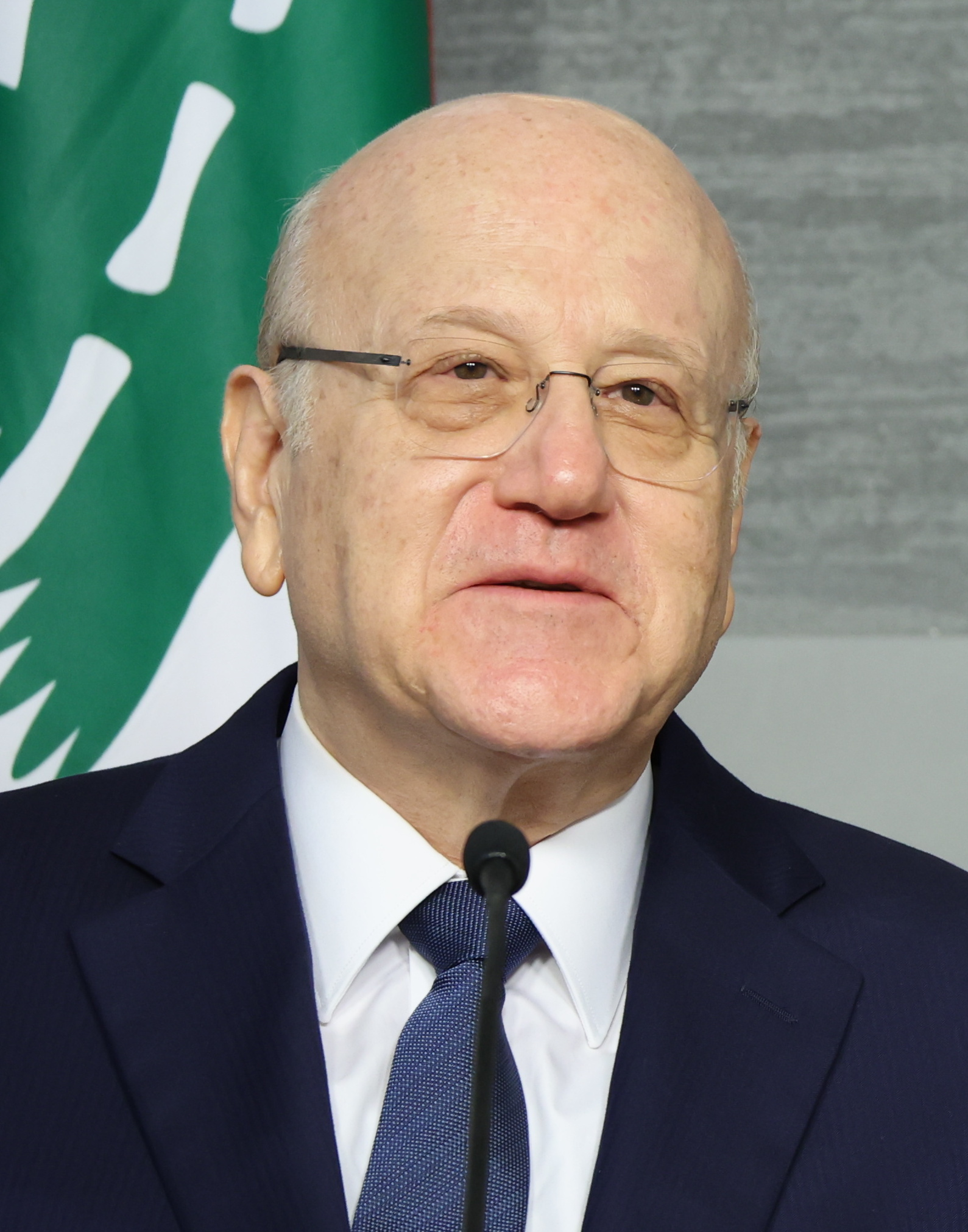
Nadschib Miqati (2024)

Nadschib Miqati (arabisch نجيب ميقاتي, DMG Naǧīb Mīqātī, auch Mikati transkribiert; * 24. November 1955 in Tripoli) ist ein libanesischer Politiker und Unternehmer in der Telekommunikationsbranche. Er war im Jahr 2005, von 2011 bis 2014 und von Juli 2021 bis Februar 2025 Ministerpräsident des Libanon. 

## Leben
Miqati studierte an der Amerikanischen Universität Beirut Business Administration und schloss das Studium 1980 mit dem Master ab. Mit seinem Bruder gründete er Investcom, das die beiden in den folgenden Jahren zu einem Telekommunikationsunternehmen ausbauten, bevor sie es 2006 zum Preis von 5,5 Milliarden US-Dollar an die südafrikanische MTN Group verkauften. Miqati ist Mitbegründer des Mischkonzerns M1 Group.
Die politische Karriere Miqatis begann 1998 mit der Wahl zum Abgeordneten der Nationalversammlung für einen Wahlkreis Tripoli. Später wurde er Minister für öffentliche Arbeiten und für Verkehr. Dieses Amt behielt er von 1998 bis 2004. Am 15. April 2005 wurde Miqati von Präsident Émile Lahoud zum Nachfolger des zurückgetretenen Ministerpräsidenten Omar Karami ernannt. Seine Wahl durch die Nationalversammlung und die Vereidigung seines Kabinetts galt als schwere Niederlage für die Demokratiebewegung des Landes, die sich konfessionsübergreifend gegen einen fortdauernden syrischen Einfluss im Libanon eingesetzt hatte. Dieses Amt bekleidete Miqati bis zu seiner Ablösung am 30. Juni 2005 durch Fouad Siniora, einen langjährigen Vertrauten von Rafiq al-Hariri, dessen Ermordung im Februar 2005 die so genannte „Zedernrevolution“ ausgelöst hatte.
Bei der Wahl im Jahr 2009 wurde Miqati als Verbündeter al-Hariris erneut ins Parlament gewählt.
Nachdem am 12. Januar 2011 die Regierung unter Ministerpräsident Saad al-Hariri gescheitert war, weil sich dieser geweigert hatte, dem Sondertribunal für den Libanon die Unterstützung zu entziehen, kam es zu einer Regierungskrise. Drusenführer Walid Dschumblat schlug sich auf die Seite der Hisbollah und machte damit den Weg frei für die Wahl eines Nachfolgers von al-Hariri. Am 25. Januar 2011 wurde Miqati von der Nationalversammlung mit den Stimmen der Hisbollah und den sie unterstützenden Parteien zum Nachfolger von Saad al-Hariri gewählt. Miqati erhielt 68 von 128 Stimmen und bildete daraufhin sein zweites Kabinett.
Obwohl Miqati von der schiitischen Hisbollah nominiert wurde, ist er sunnitischer Muslim und kam nur deshalb für das Amt in Frage. Im Libanon muss der Ministerpräsident Sunnit, der Staatspräsident maronitischer Christ und der Parlamentspräsident Schiit sein.
Am 22. März 2013 trat Miqati mitsamt seinem Kabinett zurück. Staatspräsident Michel Sulaiman bat ihn einen Tag darauf, bis zur Bildung einer neuen Regierung geschäftsführend im Amt zu bleiben. Dem Rücktritt Miqatis waren Spannungen mit der Hisbollah vorausgegangen. Im Vorfeld der eigentlich für den 9. Juni 2013 vorgesehenen Wahlen hatten sich die Koalitionspartner nicht auf die Schaffung einer Wahlaufsichtsbehörde einigen können. Streit hatte sich auch um eine mögliche Verlängerung der Amtszeit von Geheimdienstchef Ascharf Rifi entzündet. Westlich eingestellte Oppositionelle befürchteten, dass die Hisbollah diese Schlüsselposition mit einem Gefolgsmann besetzen wollte.
Im April 2013 wurde Tammam Salam mit der Leitung einer neuen Regierung beauftragt. Deren Bildung dauerte über zehn Monate, sodass Miqati bis zur Übernahme des Amtes durch Salam am 15. Februar 2014 geschäftsführender Ministerpräsident blieb.
Am 26. Juli 2021 wurde Miqati zum dritten Mal zum Ministerpräsidenten des Libanons ernannt und mit der Regierungsbildung beauftragt. Sein drittes Kabinett wurde am 10. September 2021 vereidigt.
In seiner dritten Regierungszeit unterband Miqati Razzien, die im Zuge von Ermittlungen gegen den libanesischen Zentralbankchef Riad Salameh von einem Untersuchungsrichter beschlossen worden waren. Gegen Salameh waren wegen des Verdachts der Unterschlagung von mindestens 330 Millionen Dollar staatlicher Gelder sowohl im Libanon, als auch in der Schweiz, Frankreich, Deutschland und Luxemburg Ermittlungen aufgenommen worden. Salamehs Weigerung Bücher der libanesischen Zentralbank offenzulegen, ist zudem ein wesentlicher Grund, weshalb der Internationale Währungsfonds ein Hilfsprogramm für den Libanon nicht bewilligt.

## Unternehmer
In den Pandora Papers, einem 2021 veröffentlichten großen Datenleck über Steueroasen, wird Najib Mikati als Aktionär, Direktor oder Begünstigter von Offshore-Gesellschaften genannt.  Er agierte mittels Briefkastenfirmen geschäftlich. Mikatis Sohn erklärte gegenüber dem ICIJ, dass es in Libanon üblich sei, Offshore-Firmen zu nutzen. Das geschehe  nicht, um Steuern zu hinterziehen, sondern weil die Gründung dieser Gesellschaften so leicht sei. Spätestens ab seiner dritten Regierungszeit verhinderte er staatliche Ermittlungen gegen Korruption.